# Fungia
Fungia is een geslacht van koralen uit de familie Fungiidae.

## Soort
- Fungia fralinae
- Fungia fungites Linnaeus, 1758
- Fungia repanda